# Michel Darmon (peintre)
Pour les articles homonymes, voir Darmon.
Michel Darmon est un peintre français 

## Quelques œuvres
- Fresque du Grand Manège du Cadre noir dans le grand hall d'accès du cadre noir de Saumur ; réalisée en 1984, cette toile a été restaurée en 2021[1].
- Fresque du plafond de métro, ligne 7, Chaussée d'Antin-La Fayette, réalisée en 1989[2].